# Pompei
Pompei je italské město v oblasti Kampánie. Leží u slavných ruin antických Pompejí, které se italsky také nazývají Pompei a latinsky Pompeii. V roce 2010 mělo město 25 671 obyvatel.
Město bylo založeno v roce 1891. Sousedí s městy Torre Annunziata, Castellammare di Stabia, Boscoreale, Santa Maria la Carità a Sant'Antonio Abate. Nejdůležitější atrakcí města mimo vykopávky je místní poutní chrám Panny Marie Růžencové, která je katedrálou Územní prelatury Pompeje.

## Galerie

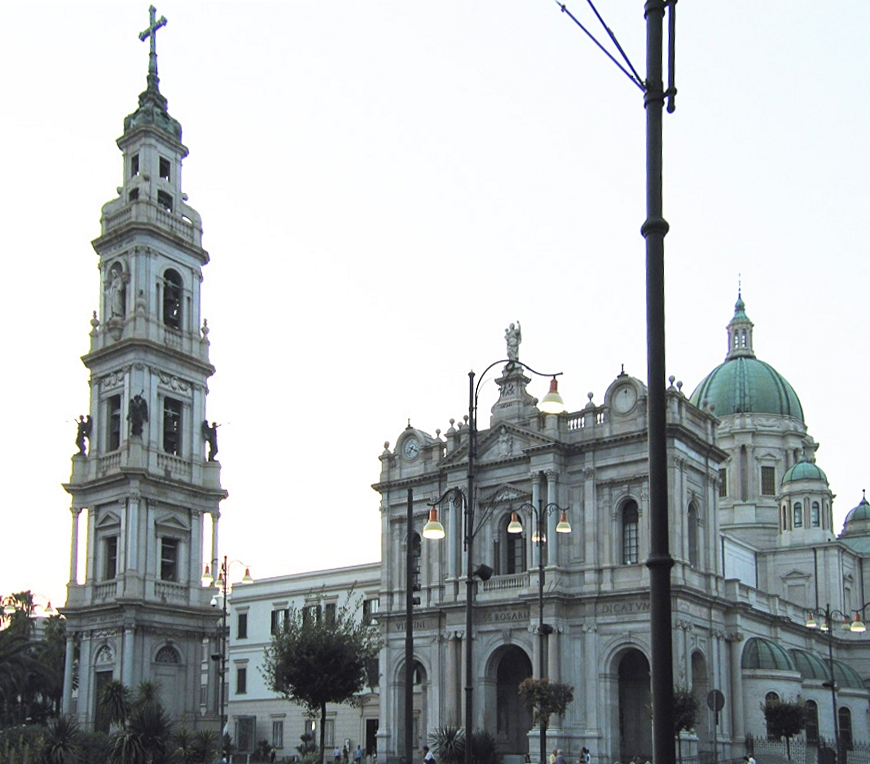
Chrám Panny Marie Růžencové
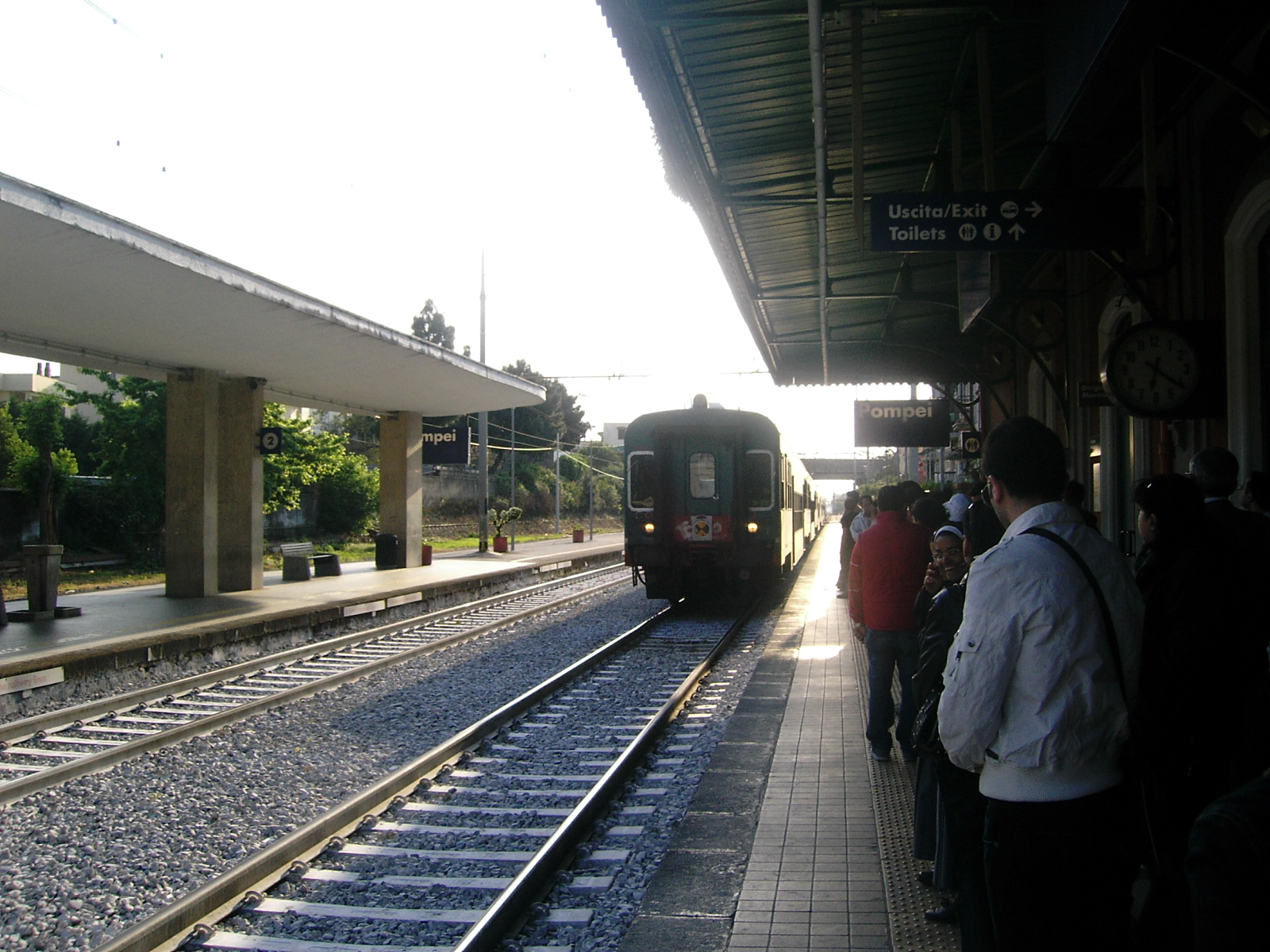
Místní železniční stanice

## Partnerská města
- Latiano, Itálie
- Tarragona, Španělsko
- Si-an, Čína
- Kjongdžu, Jižní Korea
- Li-ťiang, Čína
- Tel Aviv, Izrael